# Sleeping Awake
Sleeping Awake è una canzone dei P.O.D., composta per la colonna sonora del film Matrix Reloaded (2003), pubblicato il 6 maggio 2003.
L'OST fu pubblicata il 6 maggio 2003 su doppia etichetta Warner Bros. Records/Maverick Records, e fu lanciata il 26 maggio proprio da questo singolo. L'edizione statunitense include solo "Sleeping Awake", mentre quella pubblicata il 3 giugno nel Regno Unito e in Australia comprende anche il video ed altre due canzoni.
"Sleeping Awake" è anche una traccia bonus dell'album Payable on Death, pubblicato dai P.O.D. nello stesso anno.
Video e testo s'ispirano direttamente a Matrix Reloaded, e nel ritornello c'è la frase "dreaming of Zion", che si riferisce all'ultimo avamposto umano sulla Terra nel film.

## Lista tracce

### Edizione statunitense
1. Sleeping Awake

### Edizione britannica ed australiana
1. Sleeping Awake by P.O.D.
2. Bruises (Album version) by Unloco
3. The Passportal (Album version) by Team Sleep

- Sleeping Awake (Video)

## Formazione
- Paul "Sonny" Sandoval - voce
- Marcos Curiel - chitarra
- Mark "Traa" Daniels - basso
- Noah "Wuv" Bernardo - batteria

## Posizioni in classifica
| Classifica                       | Posizione |
| -------------------------------- | --------- |
| Billboard Mainstream Rock Tracks | 20        |
| Billboard Modern Rock Tracks     | 14        |
| Official Singles Chart           | 42        |